# Braselton
Braselton is een plaats (town) in de Amerikaanse staat Georgia, en valt bestuurlijk gezien onder Barrow County en Gwinnett County en Hall County en Jackson County.

## Demografie
Bij de volkstelling in 2000 werd het aantal inwoners vastgesteld op 1206.
In 2006 is het aantal inwoners door het United States Census Bureau geschat op 2573, een stijging van 1367 (113,3%).

## Geografie
Volgens het United States Census Bureau beslaat de plaats een oppervlakte van
18,7 km², geheel bestaande uit land.

## Plaatsen in de nabije omgeving
De onderstaande figuur toont nabijgelegen plaatsen in een straal van 16 km rond Braselton.